# 14.ª etapa do Giro d'Italia de 2023
A 14.ª etapa do Giro d'Italia de 2023 teve lugar a 20 de maio de 2023 e consistiu numa etapa em linha com início na cidade suíça de Sierre e final no município italiana de Cassano Magnago sobre um percurso de 193 km. Esta foi vencida pelo alemão Nico Denz da equipa Bora-Hansgrohe, enquanto o francês Bruno Armirail do Groupama-FDJ conseguiu a liderança.

## Classificação da etapa
| Sierre - Cassano Magnago | etapa escarpada | (193 km) |

| \| Classificação por etapas \| Classificação por etapas \| Classificação por etapas \| Classificação por etapas \| Classificação por etapas \| \| Ciclista \| Ciclista \| Equipe \| Tempo \| \| \| ------------------------ \| ------------------------ \| ------------------------ \| ------------------------ \| ------------------------ \| \| 1. \| Nico Denz \| Bora-Hansgrohe \| 4h37m30s \| \| \| 2. \| Derek Gee \| Israel-Premier Tech \| + 0s \| \| \| 3. \| Alberto Bettiol \| EF Education-EasyPost \| + 0s \| \| \| 4. \| Laurenz Rex \| Intermarché-Circus-Wanty \| + 1s \| \| \| 5. \| Davide Ballerini \| Soudal Quick-Step \| + 1s \| \| \| 6. \| Toms Skujiņš \| Trek-Segafredo \| + 4s \| \| \| 7. \| Marius Mayrhofer \| Team DSM \| + 10s \| \| \| 8. \| Stefano Oldani \| Alpecin-Deceuninck \| + 20s \| \| \| 9. \| Andrea Pasqualon \| Bahrain Victorious \| + 50s \| \| \| 10. \| Mirco Maestri \| Eolo-Kometa \| + 50s \| \| |                  |                          |          |
| |                  |                          |          |
| Fonte: ProCyclingStats |                  |                          |          |
| Classificação por etapas |                  |                          |          |
| Ciclista | Ciclista         | Equipe                   | Tempo    |
| 1. | Nico Denz        | Bora-Hansgrohe           | 4h37m30s |
| 2. | Derek Gee        | Israel-Premier Tech      | + 0s     |
| 3. | Alberto Bettiol  | EF Education-EasyPost    | + 0s     |
| 4. | Laurenz Rex      | Intermarché-Circus-Wanty | + 1s     |
| 5. | Davide Ballerini | Soudal Quick-Step        | + 1s     |
| 6. | Toms Skujiņš     | Trek-Segafredo           | + 4s     |
| 7. | Marius Mayrhofer | Team DSM                 | + 10s    |
| 8. | Stefano Oldani   | Alpecin-Deceuninck       | + 20s    |
| 9. | Andrea Pasqualon | Bahrain Victorious       | + 50s    |
| 10. | Mirco Maestri    | Eolo-Kometa              | + 50s    |

## Classificações ao final da etapa

### Classificação geral(Maglia Rosa)
| \| Classificação geral \| Classificação geral \| Classificação geral \| Classificação geral \| Classificação geral \| \| Ciclista \| Ciclista \| Equipe \| Tempo \| \| \| ------------------- \| ------------------- \| ------------------- \| ------------------- \| ------------------- \| \| 1. \| Bruno Armirail \| Groupama-FDJ \| 56h17m01s \| \| \| 2. \| Geraint Thomas \| Ineos Grenadiers \| + 1m41s \| \| \| 3. \| Primož Roglič \| Jumbo-Visma \| + 1m43s \| \| \| 4. \| João Almeida \| UAE Team Emirates \| + 2m03s \| \| \| 5. \| Andreas Leknessund \| Team DSM \| + 2m23s \| \| \| 6. \| Damiano Caruso \| Bahrain Victorious \| + 3m09s \| \| \| 7. \| Lennard Kämna \| Bora-Hansgrohe \| + 3m33s \| \| \| 8. \| Edward Dunbar \| Team Jayco AlUla \| + 4m13s \| \| \| 9. \| Thymen Arensman \| Ineos Grenadiers \| + 4m26s \| \| \| 10. \| Laurens De Plus \| Ineos Grenadiers \| + 4m49s \| \| |                    |                    |           |
| |                    |                    |           |
| Fonte: ProCyclingStats |                    |                    |           |
| Classificação geral |                    |                    |           |
| Ciclista | Ciclista           | Equipe             | Tempo     |
| 1. | Bruno Armirail     | Groupama-FDJ       | 56h17m01s |
| 2. | Geraint Thomas     | Ineos Grenadiers   | + 1m41s   |
| 3. | Primož Roglič      | Jumbo-Visma        | + 1m43s   |
| 4. | João Almeida       | UAE Team Emirates  | + 2m03s   |
| 5. | Andreas Leknessund | Team DSM           | + 2m23s   |
| 6. | Damiano Caruso     | Bahrain Victorious | + 3m09s   |
| 7. | Lennard Kämna      | Bora-Hansgrohe     | + 3m33s   |
| 8. | Edward Dunbar      | Team Jayco AlUla   | + 4m13s   |
| 9. | Thymen Arensman    | Ineos Grenadiers   | + 4m26s   |
| 10. | Laurens De Plus    | Ineos Grenadiers   | + 4m49s   |

### Classificação por pontos(Maglia Ciclamino)
| Classificação por pontos | Classificação por pontos | Classificação por pontos | Classificação por pontos | Classificação por pontos |
| Ciclista                 | Ciclista                 | Equipe                   | Pontos                   |                          |
| ------------------------ | ------------------------ | ------------------------ | ------------------------ | ------------------------ |
| 1.                       | Jonathan Milan           | Bahrain Victorious       | 164 pts                  |                          |
| 2.                       | Derek Gee                | Israel-Premier Tech      | 112 pts                  |                          |
| 3.                       | Pascal Ackermann         | UAE Team Emirates        | 88 pts                   |                          |
| 4.                       | Nico Denz                | Bora-Hansgrohe           | 75 pts                   |                          |
| 5.                       | Toms Skujiņš             | Trek-Segafredo           | 71 pts                   |                          |
| 6.                       | Michael Matthews         | Team Jayco AlUla         | 68 pts                   |                          |
| 7.                       | Magnus Cort              | EF Education-EasyPost    | 56 pts                   |                          |
| 8.                       | Marius Mayrhofer         | Team DSM                 | 53 pts                   |                          |
| 9.                       | Mark Cavendish           | Astana Qazaqstan Team    | 51 pts                   |                          |
| 10.                      | Davide Bais              | Eolo-Kometa              | 44 pts                   |                          |

### Classificação da montanha(Maglia Azzurra)
| Classificação da montanha | Classificação da montanha | Classificação da montanha  | Classificação da montanha | Classificação da montanha |
| Ciclista                  | Ciclista                  | Equipe                     | Pontos                    |                           |
| ------------------------- | ------------------------- | -------------------------- | ------------------------- | ------------------------- |
| 1.                        | Davide Bais               | Eolo-Kometa                | 144 pts                   |                           |
| 2.                        | Thibaut Pinot             | Groupama-FDJ               | 114 pts                   |                           |
| 3.                        | Einer Rubio               | Movistar Team              | 68 pts                    |                           |
| 4.                        | Toms Skujiņš              | Trek-Segafredo             | 42 pts                    |                           |
| 5.                        | Karel Vacek               | Team Corratec-Selle Italia | 36 pts                    |                           |
| 6.                        | Derek Gee                 | Israel-Premier Tech        | 31 pts                    |                           |
| 7.                        | Amanuel Gebrezgabihier    | Trek-Segafredo             | 30 pts                    |                           |
| 8.                        | Alexander Cepeda          | EF Education-EasyPost      | 25 pts                    |                           |
| 9.                        | Ben Healy                 | EF Education-EasyPost      | 24 pts                    |                           |
| 10.                       | Aurélien Paret-Peintre    | AG2R Citroën Team          | 22 pts                    |                           |

### Classificação dos jovens(Maglia Bianca)
| Classificação dos jovens | Classificação dos jovens | Classificação dos jovens | Classificação dos jovens | Classificação dos jovens |
| Ciclista                 | Ciclista                 | Equipe                   | Tempo                    |                          |
| ------------------------ | ------------------------ | ------------------------ | ------------------------ | ------------------------ |
| 1.                       | João Almeida             | UAE Team Emirates        | 56h19m04s                |                          |
| 2.                       | Andreas Leknessund       | Team DSM                 | + 20s                    |                          |
| 3.                       | Thymen Arensman          | Ineos Grenadiers         | + 2m23s                  |                          |
| 4.                       | Santiago Buitrago        | Bahrain Victorious       | + 4m50s                  |                          |
| 5.                       | Ilan Van Wilder          | Soudal Quick-Step        | + 6m02s                  |                          |
| 6.                       | Einer Rubio              | Movistar Team            | + 9m01s                  |                          |
| 7.                       | Alexander Cepeda         | EF Education-EasyPost    | + 11m56s                 |                          |
| 8.                       | Valentin Paret-Peintre   | AG2R Citroën Team        | + 22m47s                 |                          |
| 9.                       | Laurens Huys             | Intermarché-Circus-Wanty | + 23m46s                 |                          |
| 10.                      | Filippo Zana             | Team Jayco AlUla         | + 27m10s                 |                          |

### Classificação por equipas"Super team"
| Classificação por equipes | Classificação por equipes | Classificação por equipes | Classificação por equipes |
| Equipe                    | Equipe                    | Tempo                     |                           |
| ------------------------- | ------------------------- | ------------------------- | ------------------------- |
| 1.                        | Bahrain Victorious        | 168h23m58s                |                           |
| 2.                        | Israel-Premier Tech       | + 7m03s                   |                           |
| 3.                        | Jumbo-Visma               | + 29m00s                  |                           |
| 4.                        | EF Education-EasyPost     | + 29m16s                  |                           |
| 5.                        | Bora-Hansgrohe            | + 31m34s                  |                           |
| 6.                        | Ineos Grenadiers          | + 33m02s                  |                           |
| 7.                        | UAE Team Emirates         | + 41m08s                  |                           |
| 8.                        | AG2R Citroën Team         | + 41m53s                  |                           |
| 9.                        | Astana Qazaqstan Team     | + 51m56s                  |                           |
| 10.                       | Eolo-Kometa               | + 58m43s                  |                           |

## Abandonos
- Stefan de Bod (EF Education-EasyPost) não tomou a saída.
- Samuele Battistella (Astana Qazaqstan Team) não tomou a saída.
- Alessandro Verre (Arkéa Samsic) retirou-se durante a etapa.